# Lucija Polavder
Lucija Polavder (née le 15 décembre 1984 à Celje) est une judokate slovène.

## Carrière
La sportive slovène a remporté plusieurs médailles aux championnats d'Europe de judo. Elle remporte une médaille de bronze aux championnats d'Europe de judo 2003, aux 2006, aux 2007 et aux 2008.
Elle remporte également la médaille d'argent aux Championnats du monde de judo 2007
Lors des Jeux olympiques d'été de 2004, la judokate ne parvient pas à passer le premier tour. Lors des Jeux olympiques d'été de 2008, elle perd son combat en demi-finale face à la judokate japonaise Maki Tsukada mais obtient toutefois la médaille de bronze face à la sud-coréenne Kim Na-Young en devenant la seconde judokate slovène à obtenir une médaille aux Jeux olympiques après celle de Urška Žolnir en 2004.